# Watson Log Cabin

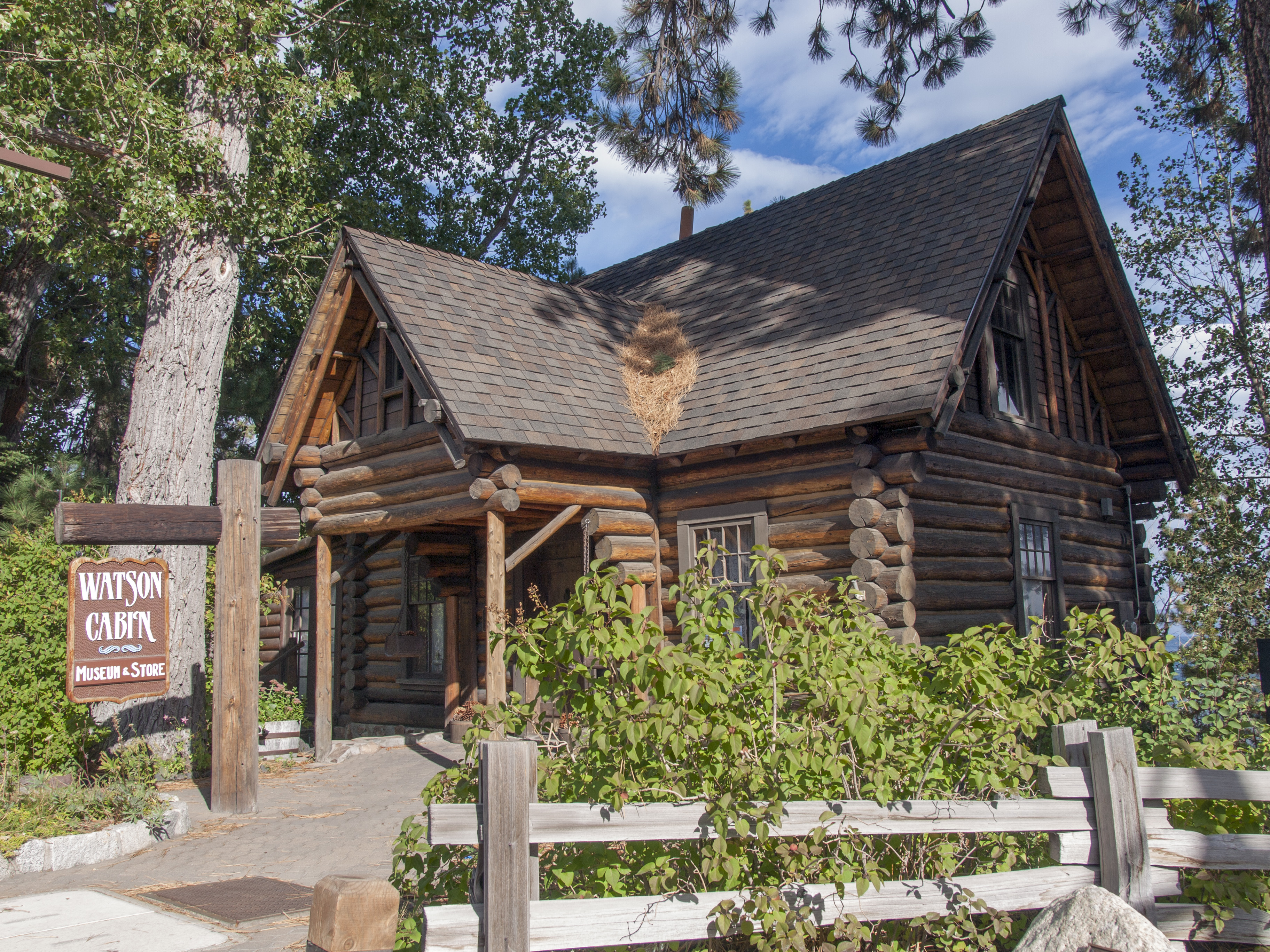
Watson Log Cabin

Watson Log Cabin is een historische blokhut op de oever van Lake Tahoe in het plaatsje Tahoe City, in de Amerikaanse staat Californië. De blokhut werd in 1908 of 1909 gebouwd door Robert Montgomery Watson en zijn zoon. Als oudste nog intacte bouwwerk van Tahoe City en als enige historische blokhut in de streek is de Watson Log Cabin sinds 1979 opgenomen in het National Register of Historic Places.
Het kleine bouwwerk staat aan 560 N. Lake Blvd en kijkt uit over Lake Tahoe. Het huis is eigendom van de North Lake Tahoe Historical Society en is sinds 1990 een levende geschiedenis-museum. Het is vrij toegankelijk tijdens de zomermaanden.